# George Fissler
George Robert Fissler (* 13. Oktober 1906 in New York City, New York; † 18. Dezember 1975 in Martin, Florida) war ein Schwimmer aus den Vereinigten Staaten, der eine olympische Silbermedaille gewann.

## Karriere
George Fissler vom New York Athletic Club erschwamm 1933 den amerikanischen Hallenmeistertitel über 220 Yards.
1932 siegte er bei den Ausscheidungswettkämpfen für das Olympiateam über 200 Meter Freistil. Dieser Ausscheidungswettkampf war allerdings nur für die Staffelaufstellung relevant, da die 200 Meter Freistil als Einzelwettbewerb noch nicht olympisch waren. Bei den Olympischen Spielen 1932 in Los Angeles erkämpfte die 4-mal-200-Meter-Freistilstaffel der Vereinigten Staaten in der Besetzung Frank Booth, George Fissler sowie Maiola Kalili und Manuella Kalili die Silbermedaille hinter der japanischen Staffel.